# Bacillus
Bacillus es un género de bacterias en forma de bastón y gram positiva. El género Bacillus pertenece al filo Bacillota. Son aerobios estrictos o anaerobios facultativos. En condiciones estresantes forman una endospora de situación central, que no deforma la estructura de la célula a diferencia de las endoesporas clostridiales. Dicha forma esporulada es resistente a las altas temperaturas y a los desinfectantes químicos corrientes.
La mayoría de especies dan positivo a la prueba de la catalasa y son saprofitas. Viven en el suelo, agua del mar y ríos, aparte de alimentos que contaminan con su presencia. Aunque generalmente son móviles, con flagelos peritricos, algunas especies de interés sanitario, como B. anthracis, (causante del carbunco) son inmóviles. Hay especies productoras de antibióticos.
Muchas especies de Bacillus pueden producir grandes cantidades de enzimas, que luego se utilizan en diferentes industrias. Algunas especies de 'Bacillus' pueden formar inclusiones intracelulares de polihidroxialcanoatos bajo ciertas condiciones ambientales adversas, como en una falta de elementos tales como fósforo, nitrógeno u oxígeno combinado con un suministro excesivo de fuentes de carbono. 
 B. subtilis  ha demostrado ser un valioso modelo para la investigación. Otras especies de Bacillus son importantes patógenos, causando enfermedades como el carbunco e intoxicación alimentaria.

## Importancia industrial
Muchas especies de Bacillus son capaces de secretar grandes cantidades de enzimas. Bacillus amyloliquefaciens  es la fuente de una proteína antibiótica natural barnasa (a ribonucleasa), alfa amilasa utilizado en la hidrólisis del almidón, la proteasa subtilisina utilizada con detergentes, y el BamH1 enzima de restricción utilizado en la investigación del ADN.
Una porción del genoma de Bacillus thuringiensis se incorporó en cultivos de maíz (y algodón). Los resultantes OMG son, por tanto, resistentes a algunas plagas de insectos.

## Especie tipo
Bacillus subtilis es uno de los procariotas mejores conocidos , en términos de la biología molecular y biología celular. Su excelente susceptibilidad genética y el tamaño relativamente grande, han proporcionado poderosas herramientas necesarias para investigar a una bacteria desde todos los aspectos posibles. Las recientes mejoras en las técnicas de microscopía de fluorescencia han proporcionado una increíble novela y visión de la estructura dinámica de un organismo unicelular. La investigación sobre Bacillus subtilis ha estado a la vanguardia de la biología molecular de bacterias, citología, el organismo es un modelo para la diferenciación, la regulación de genes / proteínas, y eventos del ciclo celular en las bacterias.

## Significación clínica

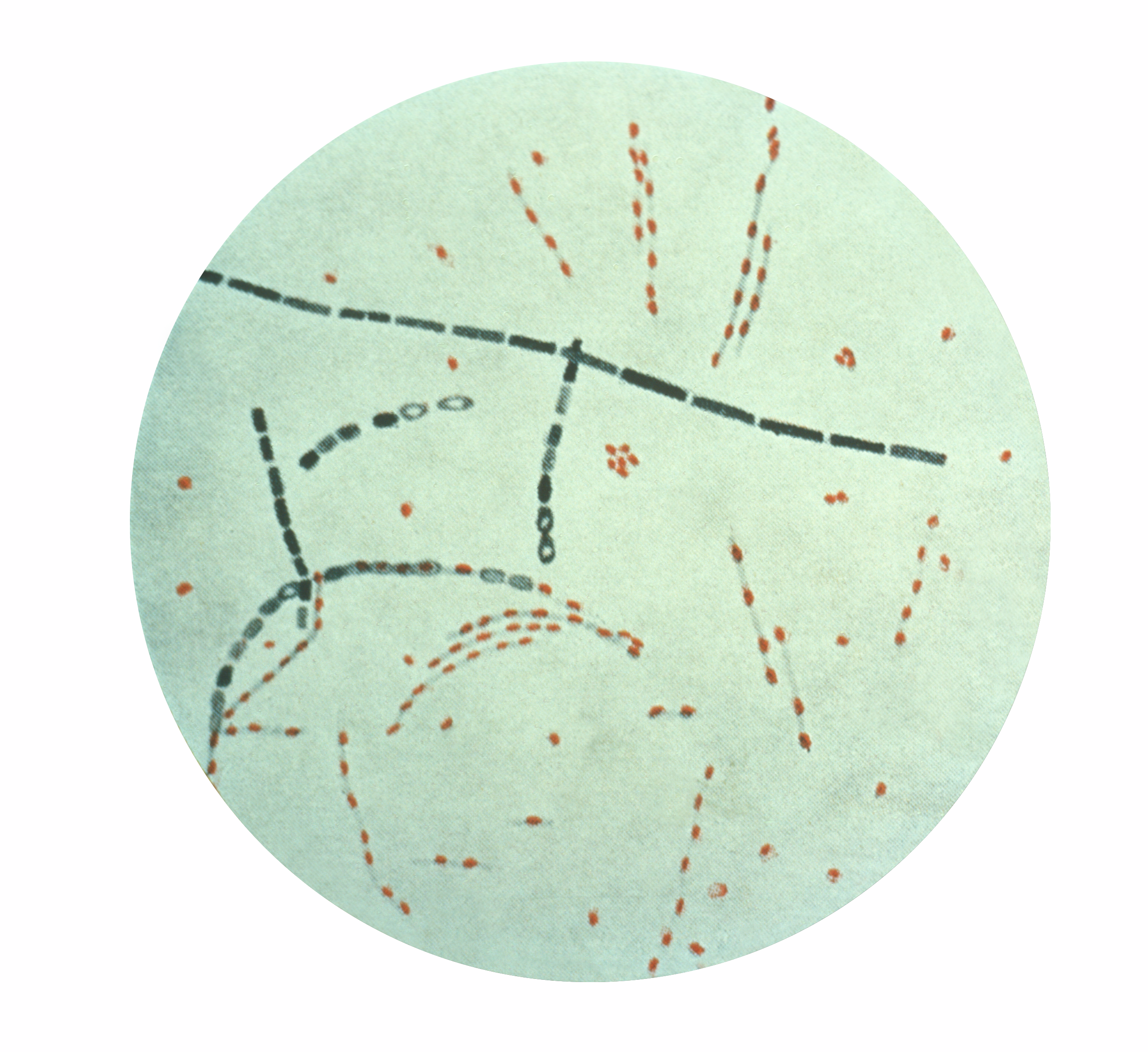
Fotomicrografía de Bacillus anthracis de un cultivo en agar que muestra esporas.

Dos especies de Bacillus se consideran de importancia médica: B.anthracis, agente causante del ántrax (carbunco), y B.cereus , que causa intoxicación alimentaria similar a la que provoca Staphylococcus . Una tercera especie, B. thuringiensis, infecta a los insectos, y a veces se usa para controlar las plagas. El tipo especies es   B. subtilis , un organismo modelo. Es también un alerón notable de alimentos, causando viscosidad en el pan y los alimentos relacionados. Algunas cepas ambientales y comerciales de B.coagulans pueden desempeñar un papel en el deterioro de los alimentos de productos muy ácidos, a base de tomate.
Una manera fácil de aislar Bacillus es mediante la colocación de suelo no estéril, en un tubo de ensayo con agua, agitando y colocando en un fundido de sal de agar manitol, e incubando a temperatura ambiente durante al menos un día. Las colonias son generalmente de gran tamaño, extensión, y de forma irregular. Bajo el microscopio, las células Bacillus aparecen como barras, y una porción sustancial de las células por lo general contienen endosporas ovaladas en un extremo, por lo que es una protuberancia.

## Morfología

### Pared celular
La pared celular de Bacillus es una estructura en el exterior de la célula que forma la segunda barrera entre la bacteria y el medio ambiente, al mismo tiempo mantiene la forma de varilla y resiste la presión generada por turgencia de la célula. La pared celular se compone de teichoic y ácido teicurónico. B. subtilis, es la primera bacteria, la cual tiene un rol actina - como citoesqueleto en la determinación de la forma celular y peptidoglicano se identificó en la síntesis, el cual fue localizado en la síntetisis de un conjunto completo de enzimas-peptidoglicano.

## Filogenia
El género Bacillus fue nombrado en 1835 por Christian Gottfried Ehrenberg, para bacterias (bacilo) en forma de bastón. Él había nombrado siete años antes el género Bacteria. Posteriormente Bacillus fue modificado por Ferdinand Cohn para describirlo mejor como formador de esporas, Gram-positivo, aerobio o bacterias anaerobios facultativos. Al igual que otros géneros relacionados con la historia temprana de la microbiología, como  Pseudomonas  y  Vibrio , las 266 especies de  Bacillus  son omnipresentes. El género tiene una gran diversidad ribosomal 16S y el medio ambiente es diverso.
Varios estudios han tratado de reconstruir la filogenia del género. El estudio - específico Bacillus cubierto con la mayor diversidad de Xu y Costa usando las regiones 16S y ITS, donde dividen el género en 10 grupos, que incluye los géneros anidados Paenibacillus, Brevibacillus, Geobacillus, Marinibacillu y Virgibacillus. Sin embargo, el árbol  construido por the living tree project, una colaboración entre ARB-Silva y LPSN Cuando una 16S (y 23S si está disponible) se construyeron árboles de todas las especies validadas, del género  Bacillus  contiene un gran número de taxones anidados y en ambos mayormente 16S y 23S es parafilético a Lactobacillales (Lactobacillus, Streptococcus, Staphylococcus, Listeria, etc.), debido a  Bacillus coahuilensis  y otros. En un estudio de concatenación de gen encontraron resultados similares a Xu y Cote, pero con un número mucho más limitado de especies en términos de grupos, sino que se utiliza Listeria como un grupo afuera, por lo que a la luz del árbol de ARB, puede ser "dentro-fuera".
Un clado, formada por  B. anthracis ,  B. cereus ,  B. mycoides ,  B. pseudomycoides ,  B. thuringiensis  y  B. weihenstephanensis bajo las normas actuales de clasificación, debe ser una sola especie (a menos de 97% identidad 16S), pero debido a razones médicas, se consideran especies separadas,: 34–35  un tema también presente para cuatro especies de Shigella y Escherichia coli.
Comúnmente se usan criterios eco-fisiológicos para agrupar a las diferentes especies, en lugar de emplear taxones filo-genéticos de difícil diferenciación.
Bacilos gram positivos esporulados
En este grupo se originan dos géneros de bacterias:
- Bacillus (bacilos aerobios con esporas)

- Clostridium, anaerobio, esporas deformantes o no deformantes. Se los encuentra en gran profusión en la naturaleza. Por medio de sus esporas logran sobrevivir muchos años aun en condiciones ambientales adversas

- Gram positivos y aerobios.  Forma cuadrangular. Extremos cortados. Dispuestos en estreptobacilos poseen una cápsula de ácido glutámico. Casi todos saprofitos.

## Galería

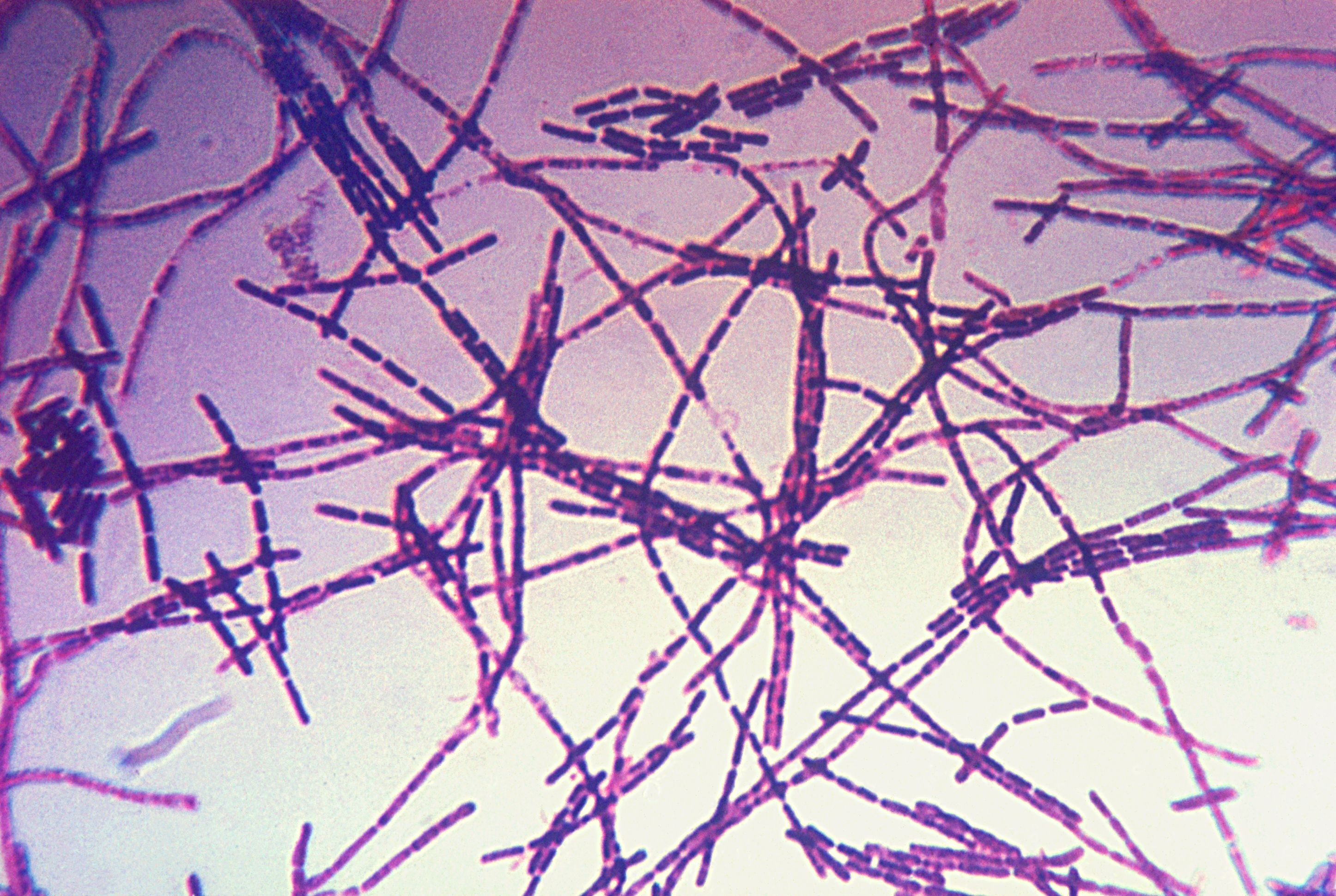
Bacillus anthracis
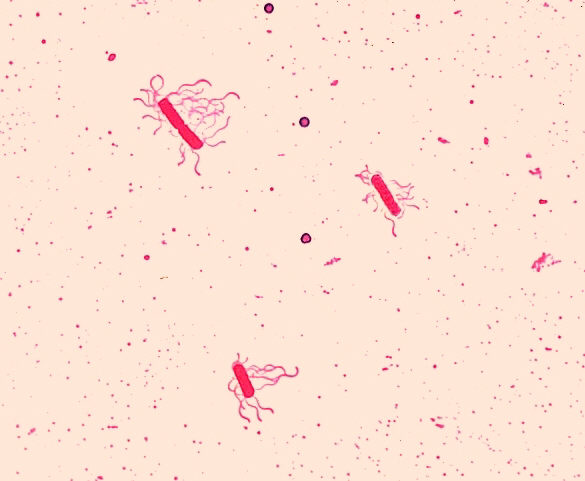
Bacillus cereus
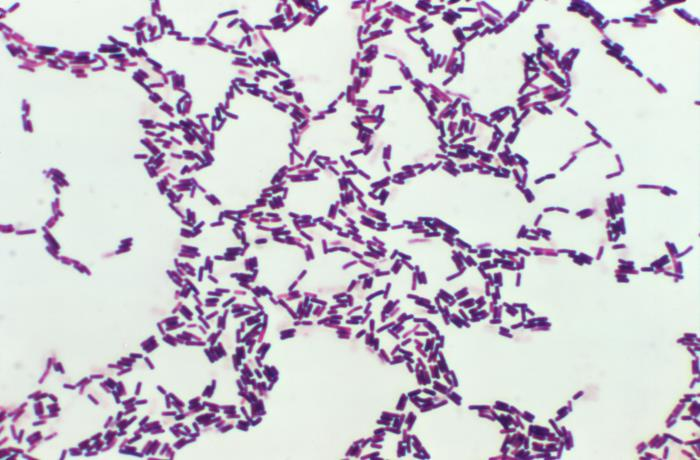
Bacillus coagulans
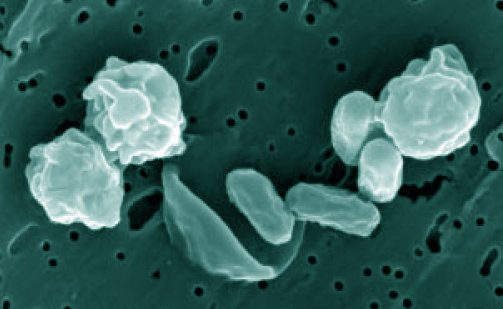
Bacillus odysseyi
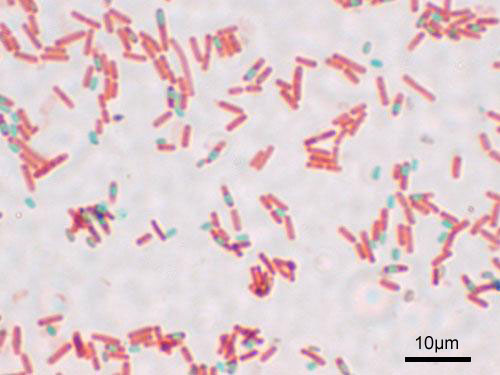
Bacillus subtilis
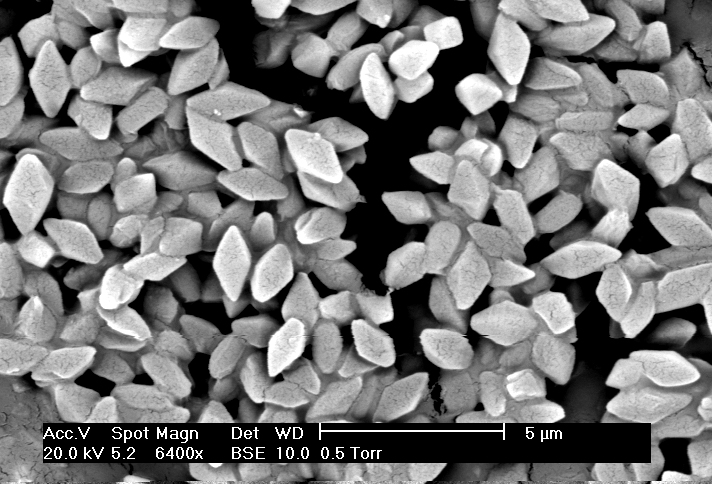
Bacillus thuringiensis